# Andrej Michalou
Andrej Alaksandrawicz Michalou, błr. Андрэй Аляксандравіч Міхалёў, ros. Андрей Александрович Михалёв – Andriej Aleksandrowicz Michalow (ur. 23 lutego 1978 w Mińsku) – białoruski hokeista, reprezentant Białorusi, olimpijczyk. Trener hokejowy.

## Kariera zawodnicza
- Junost' Mińsk (1994-1999)
  -  Chicoutimi Saguenéens (1996/1997)
  -  Nashville Nighthawks (1996/1997)
- Herner EV (1999-2000)
- ESV Bayreuth (2000)
- EV Regensburg (2000-2002)
- HK Kieramin Mińsk (1999, 2002-2008)
- Dynama Mińsk (2008-2013)
- HK Szachcior Soligorsk (2015)
- Dynama Mińsk (2015-2016)
- HK Dynama Mołodeczno (2016)
- HK Szachcior Soligorsk (2016-2017)

Wychowanek Junosti Mińsk. Wieloletni zawodnik w białoruskiej ekstralidze. W sezonie 1996/1997 występował w kanadyjskiej lidze juniorskiej QMJHL oraz w amerykańskiej lidze CHL. Następnie grał także ligach niemieckich (Oberliga i 2. Bundesliga). W 2008 został zawodnikiem Dynama Mińsk i w jego barwach występował w kolejnych sezonach ligi KHL. W związku z pozytywnym wynikiem testu antydopingowego po przeprowadzonej kontroli w trakcie turnieju kwalifikacyjnego Zimowych Igrzyskach Olimpijskich 2014 z lutego 2013, w marcu 2013 został zawieszony, po czym w maju 2013 został zdyskwalifikowany na okres dwóch lat za stosowanie niedozwolonego środka dopingującego (metyloheksanamina). Po upływie sankcji pod koniec stycznia 2015 został zawodnikiem Szachciora Soligorsk i w jego barwach wziął udział w fazie play-off ekstraligi białoruskiej 2014/2015 zdobywając mistrzostwo Białorusi. Od maja 2015 ponownie zawodnik Dynama Mińsk w KHL. Od czerwca 2016 ponownie zawodnik Szachciora.
Występował w kadrach juniorskich kraju na turniejach mistrzostw Europy do lat 18 w 1995, 1996, mistrzostw świata juniorów do lat 20 1997, 1998. W kadrze seniorskiej uczestniczył w turniejach mistrzostw świata w 2005, 2006, 2007, 2008, 2009, 2010, 2011, 2012 oraz zimowych igrzysk olimpijskich 2010.

## Kariera trenerska
Po sezonie 2016/2017 zakończył karierę zawodniczą i od lipca 2017 został trenerem w sztabie szkoleniowym klubu Szachciora Soligorsk. Wiosną 2019 pozostał w ogłoszonym nowym sztabie szkoleniowym Szachciora. Pracował tam do sezonu 2020/2021 i w tym okresie był głównym trenerem kadry Białorusi do lat 17 w wyższej lidze. Był asystentem w sztabie reprezentacji Białorusi na turnieju mistrzostw świata juniorów do lat 18 edycji 2021, a następnie głównym trenerem Białorusi w turnieju hokejowym na Zimowym Olimpijskim Festiwalu Młodzieży Europy 2022. Pod koniec czerwca 2022 został ogłoszony głównym trenerem juniorskiego zespołu Dynama-Szynnik Bobrujskw rosyjskich rozgrywkach MHL.

## Sukcesy
Zawodnicze klubowe
- Srebrny medal mistrzostw Białorusi: 1999 z Junostią Mińsk, 2003, 2004, 2005, 2007 z Kieraminem Mińsk
- Złoty medal Oberligi Południe: 2001 z EV Regensburg
- Awans do 2. Bundesligi: 2001 z EV Regensburg
- Złoty medal mistrzostw Białorusi: 2008 z Kieraminem Mińsk, 2015 z Szachciorem Soligorsk
- Puchar Białorusi: 2008 z Kieraminem Mińsk
- Mistrzostwo Wschodnioeuropejskiej Ligi Hokejowej: 2003, 2004 z Kieraminem Mińsk
- Puchar Spenglera: 2009 z Dynama Mińsk

Zawodnicze indywidualne
- Ekstraliga białoruska 1998/1999:
  - Pierwsze miejsce w klasyfikacji kanadyjskiej: 19 punktów[11]
- Ekstraliga białoruska 2006/2007: najlepszy defensywny napastnik sezonu

Szkoleniowe reprezentacyjne
- Srebrny medal olimpijskiego festiwalu młodzieży Europy: 2022 z Białorusią